# Chasmistes muriei
Chasmistes muriei hay Cá mút sông Snake là một loài cá vây tia thuộc họ Catostomidae. Là loài đặc hữu của Sông Snake bên dưới đập Hồ Jackson ở Wyoming. Hiện tại nó được cho là một loài đã tuyệt chủng.